# Lands kommun
Lands kommun (norska: Land kommune) var en kommun i Oppland fylke i Norge. Kommunen hade en omfattning motsvarande de båda nuvarande kommunerna Nordre Land och Søndre Land. Byn Fluberg utgjorde kommunens centralort.

## Administrativ historik
Lands kommun upprättades den 1 januari 1838 (som Land formannskapsdistrikt) när Formannskapslovene från 1837 trädde i kraft.
1847 delades kommunen i två och de båda kommunerna Nordre Land respektive Søndre Land bildades. Den gamla kommunen hade vid delningen totalt 9 199 invånare.